# Serhij Tymoszenko
Serhij Tymoszenko (ur. 5 lutego 1881 we wsi Baziliwka w guberni czernihowskiej, zm. 6 lipca 1950 w Palo Alto) – ukraiński architekt, działacz społeczny i polityczny, poseł na polski Sejm IV kadencji i senator V kadencji w II Rzeczypospolitej.

## Życiorys
Ukończył gimnazjum w Romnach, następnie Instytut Inżynierów Cywilnych (ИГИ) w Sankt Petersburgu. Z wykształcenia inżynier architekt. W okresie studiów współzałożyciel Ukraińskiej Partii Rewolucyjnej.
W latach 1906–1917 projektant rezydencji i budynków użyteczności publicznej w Imperium Rosyjskim, najczęściej w tzw. stylu ukraińskim. Główny architekt Zarządu Kolei Północnodonieckiej w Charkowie.
W 1918 komisarz guberni charkowskiej z ramienia Ukraińskiej Republiki Ludowej. W latach 1919–1921 był ministrem kolei w rządzie Ukraińskiej Republiki Ludowej (gabinety Issaka Mazepy, Wiaczesława Prokopowycza i Andrija Liwyckiego). W 1921 uczestnik drugiego pochodu zimowego. W latach 1922–1923 we Lwowie, budował cerkwie na przedmieściach miasta (Kleparów i Lewandówka) i klasztor studytów w Zarwanicy. W latach 1924–1929 profesor architektury na Ukraińskiej Akademii Gospodarczej w Poděbradach i rektor akademii (1927-1928). Od 1930 architekt w Łucku, radny m. Łucka.
W latach 1935–1938 poseł na Sejm RP z okręgu nr 56 (powiaty: łucki i horochowski), w latach 1938–1939 senator RP z województwa wołyńskiego. Od 1940 mieszkał w Lublinie, w latach 1941–1943 w Łucku, w 1944 wyjechał do Niemiec, zamieszkał w Karlsbadzie.
Od czerwca 1945 mieszkał w Heidelbergu, ukrywał się w czasie poszukiwań przez NKWD działaczy antykomunistycznych na terenie Niemiec. W czerwcu 1946 wyjechał z żoną do USA, zamieszkał u brata Stepana Tymoszenki (Stephen Timoshenko), profesora Stanford University, w Palo Alto w Kalifornii.
Zaprojektował cztery świątynie dla Ukraińskiej Cerkwi Prawosławnej na terenie Kanady, w tym katedrę w Vancouver (poświęcona 1949) i jedną cerkiew w Argentynie.
Zmarł w Palo Alto; pochowany na miejscowym cmentarzu (lot 481, subdivision 2, section D).